# 岩手県道169号渋民川又線
岩手県道169号渋民川又線（いわてけんどう169ごう しぶたみかわまたせん）は、岩手県盛岡市を通る一般県道である。

## 概要
盛岡市渋民・門前寺地区は一部旧奥州街道ルート。ここから盛岡市道黒石野門前寺線が岩姫橋（柳平）方面へ南下し、その直後に東北新幹線の下をくぐる。その次の玉山支所・玉山郵便局前は石川啄木の生家である東楽寺に近く、こちらの日戸地区がかつての玉山市街地の中心部である。やがて県道16号盛岡環状線に合流、国道455号の盛岡市上米内字庄ガ畑方面へと続く。
国道4号の渋民バイパスが部分開通して以降、起点の渋民B.P.南口交差点はT字路から十字路に変更され、当線からバイパスへは右折、玉山市街地（旧道）へは直進となる。
途中の玉山字畑井沢地区ではJR東北新幹線と交差。沿道に（東北新幹線へ電力を供給するための）渋民変電所がある。

### 路線データ
- 実延長：8,271.9m[1]
- 起点：盛岡市渋民[1]（渋民B.P.南口交差点、国道4号交点）
- 終点：盛岡市川又[1]（県道16号交点）

## 歴史
- 1959年（昭和34年）3月31日 - 県道に認定される[1]。

## 地理

### 通過する自治体
- 盛岡市

### 交差する道路
- 国道4号・岩手県道301号渋民田頭線（船田・渋民バイパス南口交差点、盛岡市渋民字岩鼻）
- 盛岡市道黒石野門前寺線（旧陸羽街道、盛岡市門前寺字独活倉）
- 岩手県道16号盛岡環状線（盛岡市川又字赤坂）